# Snooker-Saison 1989/90
Die Snooker-Saison 1989/90 war eine Snooker-Turnierserie, die zehn Turniere mit Einfluss auf die Snookerweltrangliste (Weltranglistenturniere) und eine Reihe von Einladungsturnieren, die keine Auswirkungen auf die Weltrangliste haben, umfasste.
Die Turniere wurden zwischen Juli 1989 und Mai 1990 ausgetragen.

## Saisonergebnisse
Die folgende Tabelle zeigt die Saisonergebnisse.
| Datum                             | Turnier                         | Austragungsort      | Art                   | Sieger          | Finalgegner     | Ergebnis    |
| --------------------------------- | ------------------------------- | ------------------- | --------------------- | --------------- | --------------- | ----------- |
| 3. bis 6. August 1989             | New Zealand Masters             | Wellington          | Einladungsturnier     | Willie Thorne   | Joe Johnson     | 7:4         |
| 7. bis 13. August 1989            | Hong Kong Open                  | Hongkong            | Weltranglistenturnier | Mike Hallett    | Dene O’Kane     | 9:8         |
| 17. bis 27. August 1989           | Asian Open                      | Bangkok             | Weltranglistenturnier | Stephen Hendry  | James Wattana   | 9:6         |
| September 1989                    | WPBSA Non-Ranking – Event 1     | Essex               | Non-Ranking           | Robby Foldvari  | Darren Morgan   | 8:1         |
| 13. bis 17. September 1989        | Scottish Masters                | Glasgow             | Einladungsturnier     | Stephen Hendry  | Terry Griffiths | 10:1        |
| 19. bis 30. September 1989        | International Open              | Stoke-on-Trent      | Weltranglistenturnier | Steve Davis     | Stephen Hendry  | 9:4         |
| Oktober 1989 bis 15. Mai 1990     | London Masters                  | London              | Einladungsturnier     | Stephen Hendry  | John Parrott    | 4:2         |
| 9. bis 22. Oktober 1989           | Grand Prix                      | Reading             | Weltranglistenturnier | Steve Davis     | Dean Reynolds   | 10:0        |
| 27. Oktober bis 3. November 1989  | Dubai Classic                   | Dubai               | Weltranglistenturnier | Stephen Hendry  | Doug Mountjoy   | 9:2         |
| November 1989                     | WPBSA Non-Ranking – Event 2     | Glasgow             | Non-Ranking           | Ken Owers       | Dave Gilbert    | 9:6         |
| 1. bis 12. November 1989          | / Norwich Union Grand Prix      | England Monte-Carlo | Einladungsturnier     | Joe Johnson     | Stephen Hendry  | 5:3         |
| 17. November bis 3. Dezember 1989 | UK Championship                 | Preston             | Weltranglistenturnier | Stephen Hendry  | Steve Davis     | 16:12       |
| 7. bis 16. Dezember 1989          | World Matchplay                 | Brentwood           | Einladungsturnier     | Jimmy White     | John Parrott    | 18:9        |
| Januar bis Mai 1990               | Matchroom League                | unbekannt           | Liga                  | Steve Davis     | Stephen Hendry  | (Ligamodus) |
| Januar bis Mai 1990               | Matchroom International League  | England             | Liga                  | Tony Meo        | Jimmy White     | (Ligamodus) |
| 2. bis 13. Januar 1990            | Classic                         | Blackpool           | Weltranglistenturnier | Steve James     | Warren King     | 10:6        |
| 4. bis 11. Februar 1990           | Masters                         | London              | Einladungsturnier     | Stephen Hendry  | John Parrott    | 9:4         |
| 12. bis 17. Februar 1990          | Welsh Professional Championship | Newport             | Non-Ranking           | Darren Morgan   | Doug Mountjoy   | 9:7         |
| 18. Februar bis 4. März 1990      | British Open                    | Derby               | Weltranglistenturnier | Bob Chaperon    | Alex Higgins    | 10:8        |
| 10. bis 16. März 1990             | European Open                   | Lyon                | Weltranglistenturnier | John Parrott    | Stephen Hendry  | 10:6        |
| 15. bis 18. März 1990             | Kent Cup                        | Peking              | Einladungsturnier     | Marcus Campbell | Tom Finstad     | 4:1         |
| 21. bis 24. März 1990             | World Cup                       | Bournemouth         | Einladungsturnier     | Kanada          | Nordirland      | 9:5         |
| 27. März bis 1. April 1990        | Irish Masters                   | Kill                | Einladungsturnier     | Steve Davis     | Dennis Taylor   | 9:4         |
| 13. bis 29. April 1990            | Snookerweltmeisterschaft        | Sheffield           | Weltranglistenturnier | Stephen Hendry  | Jimmy White     | 18:12       |
| Mai 1990                          | Pontins Professional            | Prestatyn           | Einladungsturnier     | Stephen Hendry  | Mike Hallett    | 9:6         |

## Qualifikationsturniere
| Datum                  | Turnier                           | Austragungsort | Sieger                   | Finalist                    | Ergebnis    |
| ---------------------- | --------------------------------- | -------------- | ------------------------ | --------------------------- | ----------- |
| 14. bis 21. Mai 1988   | WPBSA Pro Ticket Series – Event 1 | Puckpool       | Stephen Murphy           | James Wattana               | 5:3         |
| 4. bis 11. Juni 1988   | WPBSA Pro Ticket Series – Event 2 | Brean Sands    | James Wattana            | Duncan Campbell             | 5:1         |
| 1. bis 8. Oktober 1988 | WPBSA Pro Ticket Series – Event 3 | Prestatyn      | Jason Ferguson           | Jonathan Birch              | 5:2         |
| 23. März 1989          | Professional Play-offs 1989       | Preston        | Sieger der dritten Runde | Verlierer der dritten Runde | verschieden |

## Weltrangliste
| Platz 1 – 8 | Platz 1 – 8     | Platz 9 – 16 | Platz 9 – 16  | Platz 17 – 24 | Platz 17 – 24     | Platz 25 – 32 | Platz 25 – 32   |
| ----------- | --------------- | ------------ | ------------- | ------------- | ----------------- | ------------- | --------------- |
| 1           | Steve Davis     | 9            | Willie Thorne | 17            | Martin Clark      | 25            | Peter Francisco |
| 2           | John Parrott    | 10           | Doug Mountjoy | 18            | Cliff Wilson      | 26            | David Roe       |
| 3           | Stephen Hendry  | 11           | Joe Johnson   | 19            | Steve Newbury     | 27            | Eugene Hughes   |
| 4           | Jimmy White     | 12           | Tony Knowles  | 20            | Neal Foulds       | 28            | Dene O’Kane     |
| 5           | Terry Griffiths | 13           | John Virgo    | 21            | Barry West        | 29            | Bob Chaperon    |
| 6           | Mike Hallett    | 14           | Tony Meo      | 22            | Eddie Charlton    | 30            | Tony Drago      |
| 7           | Cliff Thorburn  | 15           | Dean Reynolds | 23            | Silvino Francisco | 31            | Wayne Jones     |
| 8           | Dennis Taylor   | 16           | Steve James   | 24            | Alex Higgins      | 32            | Rex Williams    |